# A108 (Russland)
Die A 108 ist eine russische Fernstraße, die einen Ring um die Hauptstadt Moskau bildet. Sie ist 553 km lang und verläuft durch die Oblaste Moskau sowie auf kürzeren Abschnitten Kaluga und Wladimir.
Die Straße wird als Moskauer Großer Ring (russisch Московское большое кольцо (МБК) / Moskowskoje bolschoje kolzo (MBK)) bezeichnet – der Moskauer Kleine Ring ist die A 107. Der Ring verläuft etwa 70 Kilometer außerhalb des MKAD. Da große Abschnitte der Straße Betonfahrbahn besitzen, ist die Straße auch als Zweiter Betonring (russisch Второе бетонное кольцо / Wtoroje betonnoje kolzo) oder kurz Betonka bekannt.
Angelegt aus strategischen Gründen zu Zeiten der Sowjetunion, war der Ring zunächst „geheim“: bis etwa 1993 war er in Straßenkarten nicht vollständig verzeichnet, konnte jedoch auch von Privatfahrzeugen benutzt werden. Er verläuft insbesondere im nordöstlichen und südwestlichen Teil unter Umgehung größerer Ortschaften.

## Verlauf
Oblast Moskau
0 km – Dmitrow, Querung der A 104
46 km – Sergijew Possad, Querung der M 8 (46 km ab A 104)
110 km – Abzweig (4 km) nach Elektrogorsk
Zwei Abschnitte in Oblast Wladimir, dann wieder Oblast Moskau
116 km	– 121 km – Querung der M 7 (gemeinsamer Verlauf über 5 km; 70 km ab M 8)
129 km	– Orechowo-Sujewo
135 km – Abzweig (5 km) nach Dresna
141 km	– Likino-Duljowo
161 km	– Kurowskoje
169 km	– Querung der R 105 (48 km ab M 7)
191 km	– Woskressensk, Brücke über die Moskwa
203 km	– Querung der M 5 (34 km ab R 105)
231 km	– Malino
246 km	– Querung der M 4 (43 km ab M 5)
272 km	– Querung der M 2 (Autobahn)
281 km	– 287 km – Querung der „alten“ M 2 (gemeinsamer Verlauf über 6 km; 35 km ab M 4)
287 km – Abzweig (6 km auf M 2) nach Serpuchow
Oblast Kaluga
333 km	– Querung der A 101 (46 km ab M 2)
341 km	– Balabanowo, Querung der M 3
349 km – Jermolino, Abzweig (6 km) nach Borowsk
Oblast Moskau
388 km – Querung der M 1
389 km	– Dorochowo, Querung der A 100 (56 km ab A 101)
401 km – Brücke über die Moskwa
411 km	– Rusa
420 km – Brücke über Osjorna-Talsperre (Länge 330 m)
451 km	– Nowopetrowskoje, Querung der M 9 (62 km ab A 100)
495 km	– Klin, Querung der M 10 (44 km ab M 9)
553 km	– Dmitrow, Querung der A 104 (58 km ab M 10)
Anmerkung: Die reale Kilometrierung des Ringes ist nicht durchgehend, sondern beginnt im Uhrzeigersinn bei elf Querungen radial von Moskau ausgehender Fernstraßen jeweils neu von Null (Angaben in Klammern).